# Maria Sofia de Thurn e Taxis
Maria Sofia Doroteia Carolina de Thurn e Taxis (em alemão:  Maria Sophia Dorothea Caroline; Ratisbona, 4 de março de 1800 — Ratisbona, 20 de dezembro de 1870) foi princesa de Thurn e Taxis por nascimento e duquesa de Württemberg pelo seu casamento com Paulo Guilherme de Württemberg.

## Família
Maria Sofia foi a quarta filha e quinta criança nascida de Carlos Alexandre, 5.° Príncipe de Thurn e Taxis e de Teresa de Mecklemburgo-Strelitz. Os seus avós paternos eram Carlos Anselmo, 4.° Príncipe de Thurn e Taxis e a duquesa Augusta Isabel de Württemberg. Os seus avós maternos eram Carlos II, Grão-Duque de Mecklemburgo-Strelitz e Frederica de Hesse-Darmstadt, sua primeira esposa.
Ela teve seis irmãos, que eram: Carlota Luísa; Jorge Carlos; Maria Teresa, esposa do príncipe Paulo III Antônio Esterházy de Galántha; Luísa Frederica; Maximiliano Carlos, 6º Príncipe de Thurn e Taxis, e Frederico Guilherme.

## Biografia
No dia 17 de abril de 1827, a princesa Maria Sofia casou-se com o duque Paulo Guilherme, na cidade de Ratisbona, na atual Alemanha. A noiva tinha 27 anos de idade, e o noivo, 29. Ele era filho do duque Eugénio Frederico de Württemberg e de Luísa de Stolberg-Gedern.
O casal teve apenas um filho, Guilherme Fernando Maximiliano Carlos.
Eles se divorciaram em 2 de maio de 1835, após oito anos de casamento. Após o divórcio, a princesa adquiriu duas propriedades, o Palácio de Württemberg, onde ela residiu até seu falecimento, e o parque adjacente, Herzogspark.
Maria Sofia faleceu em 20 de dezembro de 1870, aos 70 anos de idade. Foi sepultada na Igreja do Palácio de Ludwigsburg, em Baden-Württemberg.

## Descendência
- Guilherme Fernando Maximiliano Carlos de Thurn e Taxis (3 de setembro de 1828 – 28 de julho de 1888), marido da princesa Hermínia de Schaumburgo-Lippe. Sem descendência.